# Jawar
Jawar là một thị xã và là một nagar panchayat của quận Sehore thuộc bang Madhya Pradesh, Ấn Độ.

## Địa lý
Jawar có vị trí 21°56′B 76°27′Đ / 21,93°B 76,45°Đ Nó có độ cao trung bình là 294 mét (964 feet).

## Nhân khẩu
Theo điều tra dân số năm 2001 của Ấn Độ, Jawar có dân số 7131 người. Phái nam chiếm 52% tổng số dân và phái nữ chiếm 48%. Jawar có tỷ lệ 53% biết đọc biết viết, thấp hơn tỷ lệ trung bình toàn quốc là 59,5%: tỷ lệ cho phái nam là 65%, và tỷ lệ cho phái nữ là 40%. Tại Jawar, 18% dân số nhỏ hơn 6 tuổi.